# Hemithea tranquilla
Hemithea tranquilla là một loài bướm đêm trong họ Geometridae.